# 忍坂山口坐神社

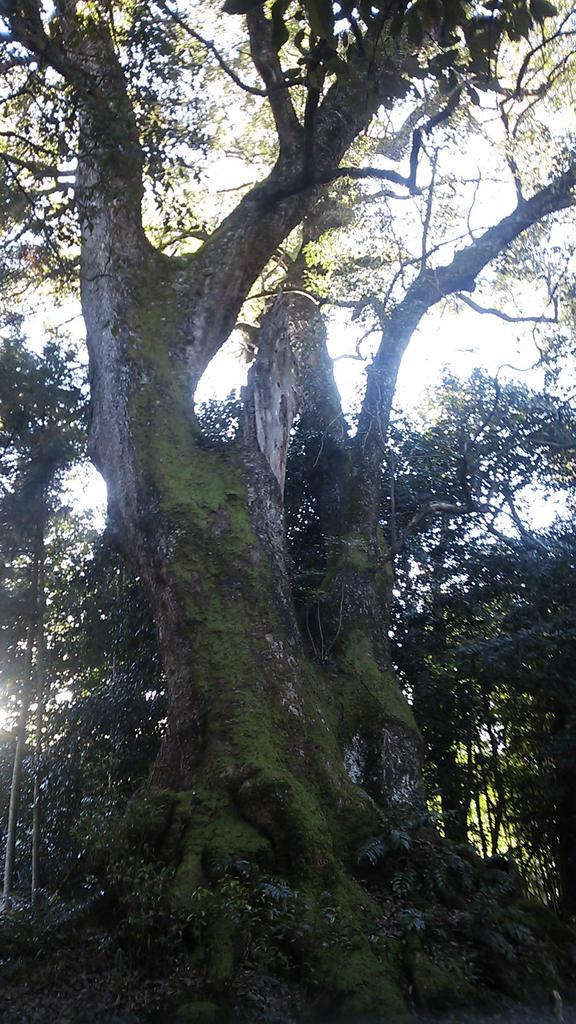
大クスノキ（桜井市指定文化財）

忍坂山口坐神社（おしさかやまぐちにますじんじゃ）は、奈良県桜井市にある神社である。式内大社で、旧社格は村社。
延喜式祝詞に記される大和国内の山口社6社（飛鳥・石寸・忍坂・長谷・畝火・耳無）のうちの1社であり、祈雨神祭八十五座の1つである。

## 祭神
大山祇命
祭神の正体に関する記述は以下の通りである。
- 『大和名所図会』「今天一神と称す」
- 『大和志』「今称天一神」
- 『修正月勧請神名帳』「當所天一大明神」
- 『郷村社取調帳』「祭神天一神明神」
- 『神社覈録』「祭神山神大山祇命（中略）今天一神と称す」
- 『特選神名牒』「祭神 大山祇神」

## 歴史

### 概史
創建年代は不詳。天平2年（730年）に忍坂神戸について記載があり（『大倭國正税帳』）、大同2年（807年）には神封一戸が寄進されたとある（『新抄格勅符抄』）。延喜式神名帳では大社に列し、月次・新嘗の奉幣に預ると記されている。
社頭案内（桜井市観光協会）によると、応永4年（1397年）に金閣寺造営の際、当社神木楠の巨樹を伐り天井板としたという。江戸時代は「天一大明神」と称していた。明治37年（1904年）近代社格制度において村社に列格した。

### 神階
- 天安3年（859年）1月27日、従五位下より正五位下（『日本三代実録』）- 表記は「忍坂山口神」。

## 境内
境内に入ってすぐの左には、周囲7.3ｍ、高さ25ｍ、根元から高さ2ｍの大クスノキがあり、樹齢500年以上とされており、桜井市指定文化財に指定されている。

## 交通アクセス
- 近鉄大阪線大和朝倉駅から南東へ800ｍ